# United States Code

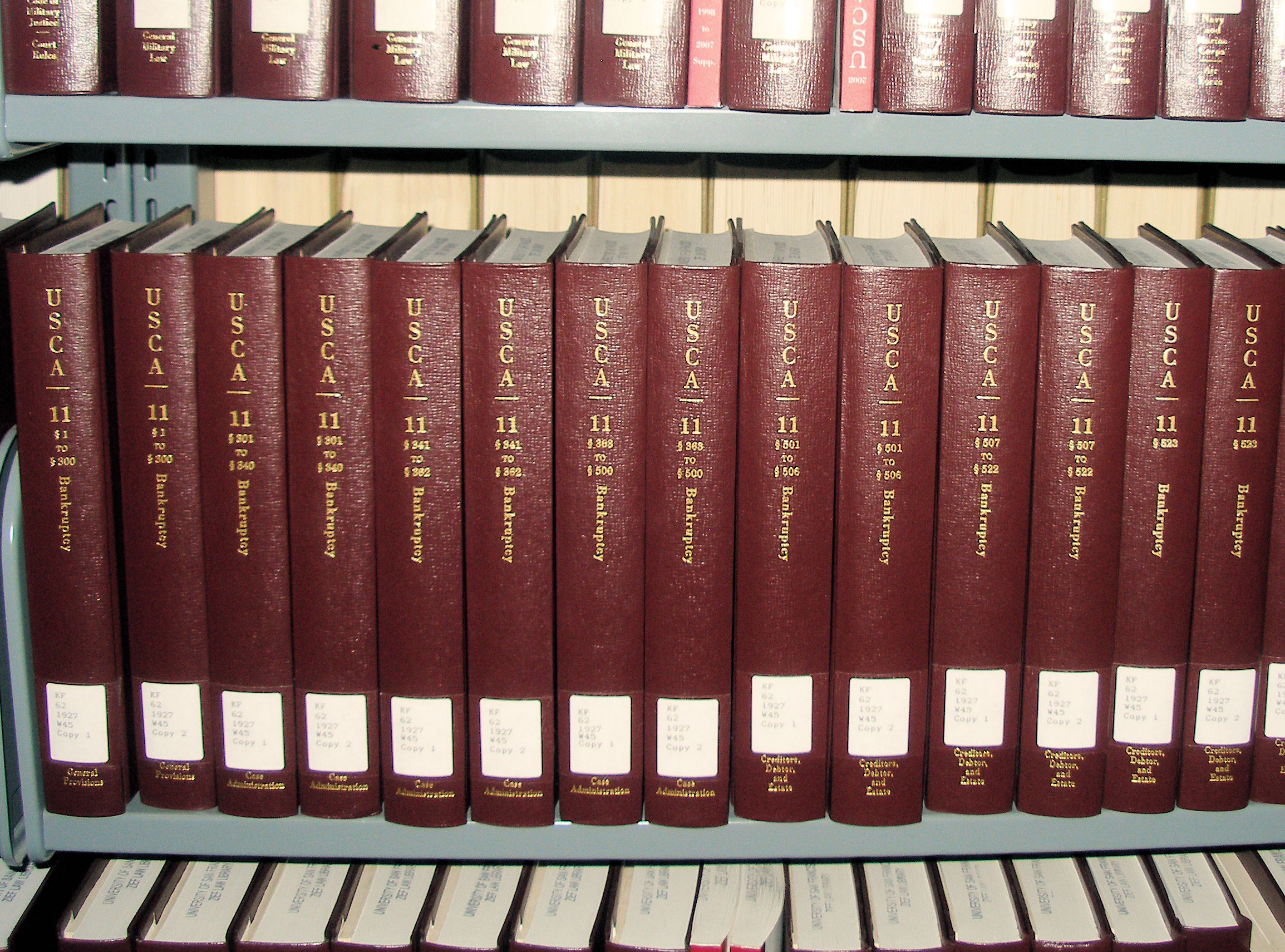
Några volymer av Title 11 (konkurslagstiftning) av den annoterade utgåvan United States Code Annotated

United States Code (formellt Code of Laws of the United States of America, översatt Amerikas förenta staters kodifierade lagsamling) förkortat USC eller U.S.C., är USA:s ämnessorterade lagsamling för de permanenta lagar, dvs. inte de med begränsad giltighet, som antagits av den federala kongressen.
United States Code sammanställs av representanthusets Office of Law Revision Counsel och är uppdelad i 51 titlar. Omfattningen av varje titel varierar beroende på ämnet i frågra från en enda volym upp till ett tjugotal volymer. Den senaste titeln, titel 51, promulgerades då president Barack Obama undertecknade Public Law 111-134 den 18 december 2010.

## Titlar
Titlar som har positivrättslig verkan markeras med blå bakgrund.
| Title 1            | General Provisions                                                | Allmänna bestämmelser                                               | [ 1 ]  |
| Title 2            | The Congress                                                      | Kongressen                                                          | [ 2 ]  |
| Title 3            | The President                                                     | Presidenten                                                         | [ 3 ]  |
| Title 4            | Flag and Seal, Seat of Government, and the States                 | Flagga och sigill, statsmaktens säte och delstaterna                | [ 4 ]  |
| Title 5            | Government Organization and Employees                             | Förvaltningsorganisation och offentliganställda                     | [ 5 ]  |
| Title 6 (original) | Surety Bonds (repealed)                                           | Borgensförbindelser (upphävd)                                       |        |
| Title 6            | Domestic Security                                                 | Inrikes säkerhet                                                    | [ 6 ]  |
| Title 7            | Agriculture                                                       | Jordbruk                                                            | [ 7 ]  |
| Title 8            | Aliens and Nationality                                            | Utlänningar och nationalitet                                        | [ 8 ]  |
| Title 9            | Arbitration                                                       | Skiljeförfarande                                                    | [ 9 ]  |
| Title 10           | Armed Forces                                                      | Väpnade styrkorna                                                   | [ 10 ] |
| Title 11           | Bankruptcy                                                        | Konkurs                                                             | [ 11 ] |
| Title 12           | Banks and Banking                                                 | Banker och bankverksamhet                                           | [ 12 ] |
| Title 13           | Census                                                            | Folkräkning                                                         | [ 13 ] |
| Title 14           | Coast Guard                                                       | Kustbevakning                                                       | [ 14 ] |
| Title 15           | Commerce and Trade                                                | Handel och varuutbyte                                               | [ 15 ] |
| Title 16           | Conservation                                                      | Miljö- och naturvård                                                | [ 16 ] |
| Title 17           | Copyrights                                                        | Upphovsrätt                                                         | [ 17 ] |
| Title 18           | Crimes and Criminal Procedure                                     | Strafflag och straffrättsliga procedurer                            | [ 18 ] |
| Title 19           | Customs Duties                                                    | Tull                                                                | [ 19 ] |
| Title 20           | Education                                                         | Utbildning                                                          | [ 20 ] |
| Title 21           | Food and Drugs                                                    | Livs- och läkemedel                                                 | [ 21 ] |
| Title 22           | Foreign Relations and Intercourse                                 | Utrikes förbindelser och samröre                                    | [ 22 ] |
| Title 23           | Highways                                                          | Vägar                                                               | [ 23 ] |
| Title 24           | Hospitals and Asylums                                             | Sjukhus och mentalsjukhus                                           | [ 24 ] |
| Title 25           | Indians                                                           | Indiannationer                                                      | [ 25 ] |
| Title 26           | Internal Revenue Code                                             | Skatteuppbördskoden                                                 | [ 26 ] |
| Title 27           | Intoxicating Liquors                                              | Alkoholhaltiga drycker                                              | [ 27 ] |
| Title 28           | Judiciary and Judicial Procedure                                  | Domstolsväsendet och rättslig procedur                              | [ 28 ] |
| Title 29           | Labor                                                             | Arbetsmarknad                                                       | [ 29 ] |
| Title 30           | Mineral Lands and Mining                                          | Mineraler och gruvbrytning                                          | [ 30 ] |
| Title 31           | Money and Finance                                                 | Penning och finans                                                  | [ 31 ] |
| Title 32           | National Guard                                                    | Nationalgardet                                                      | [ 32 ] |
| Title 33           | Navigation and Navigable Waters                                   | Sjötrafik och farbara vattenleder                                   | [ 33 ] |
| Title 34           | Crime Control and Law Enforcement                                 | Brottsbekämpning                                                    | [ 34 ] |
| Title 35           | Patents                                                           | Patent                                                              | [ 35 ] |
| Title 36           | Patriotic and National Observances, Ceremonies, and Organizations | Patriotiska och nationella sedvänjor, ceremonier och organisationer | [ 36 ] |
| Title 37           | Pay and Allowances of the Uniformed Services                      | Lön och ersättning vid tjänstgöring i uniformskårerna               | [ 37 ] |
| Title 38           | Veterans' Benefits                                                | Förmåner för veteraner                                              | [ 38 ] |
| Title 39           | Postal Service                                                    | Postverksamhet                                                      | [ 39 ] |
| Title 40           | Public Buildings, Properties, and Works                           | Offentliga byggnader, egendom och offentliga anläggningsarbeten     | [ 40 ] |
| Title 41           | Public Contracts                                                  | Offentlig upphandling                                               | [ 41 ] |
| Title 42           | The Public Health and Welfare                                     | Allmän hälsa och välfärd                                            | [ 42 ] |
| Title 43           | Public Lands                                                      | Federal markegendom                                                 | [ 43 ] |
| Title 44           | Public Printing and Documents                                     | Offentlig tryckeriverksamhet och publicering                        | [ 44 ] |
| Title 45           | Railroads                                                         | Järnvägar                                                           | [ 45 ] |
| Title 46           | Shipping                                                          | Rederiverksamhet                                                    | [ 46 ] |
| Title 47           | Telecommunications                                                | Telekommunikationer                                                 | [ 47 ] |
| Title 48           | Territories and Insular Possessions                               | Territorier och andra tillhörigheter                                | [ 48 ] |
| Title 49           | Transportation                                                    | Transporter                                                         | [ 49 ] |
| Title 50           | War and National Defense                                          | Krig och nationellt försvar                                         | [ 50 ] |
| Title 51           | National and Commercial Space Programs                            | Federala och kommersiella rymdprogram                               | [ 51 ] |